# Мошеник (Загорје об Сави)
Мошеник (словен. Mošenik) је насељено место у општини Загорје об Сави, Засавска регија, Словенија.

## Историја
До територијалне реорганизације у Словенији био је у саставу старе општине Загорје об Сави.

## Становништво
У попису становништва из 2011. године, Мошеник је имао 34 становника.
| Број становника према пописима | Број становника према пописима | Број становника према пописима |
| ------------------------------ | ------------------------------ | ------------------------------ |
| 1991                           | 2002                           | 2011                           |
| 39                             | 41                             | 34                             |

Напомена: Године 1953. повећано за насеље Ренке, које је укинуто. Године 2000. смањен за део насеља који је спојен са деловима издвојеним од насеља Јарше и Пожарје у ново самостално насеље Шпитал.